# Rune W. Dahlén

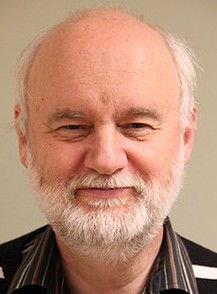
Rune W. Dahlén.

Rune Wilhelm Dahlén, född 22 april 1954 i Åmål, är en svensk teologie doktor och högskolelektor i historisk teologi, pastor och tidigare utbildningssekreterare inom Equmeniakyrkan och kontaktlärare för kyrkans pastorskandidater.  
Rune W. Dahléns doktorsavhandling Med Bibeln som bekännelse och bekymmer, som publicerades 1999, handlar om bibelsynsfrågan i Svenska Missionsförbundet 1917–1942 med särskild hänsyn till Missionsskolan och samfundsledningen.
P P Waldenströms debutbok, Brukspatron Adamsson – eller Var bor du, som kom 1863 har kommit i många utgåvor. 2019 kom den första utgåvan på en mer modern svenska på Votum Förlag. Rune W Dahlén ansvarade för bearbetning, inledning och kommentarer och inte minst en biografi över P P Waldenström, den första på 80 år. I januari 2022 kom Dahléns andaktsbok Att baka pepparkakor med mormor – och 40 andra andakter om längtan och kallelse.